# Vyhlídková věž Lomnice nad Lužnicí
Vyhlídková věž Lomnice je jednopatrová dřevěná vyhlídka vysoká asi 7 metrů, jež byla postavena v roce 2001. Slouží jako ornitologická pozorovatelna u Velkého lomnického rybníka u města Lomnice nad Lužnicí. Nadmořská výška u paty vyhlídky je 430 metrů.

## Historie a technická data
Vyhlídková věž je krytá patrová dřevěná vyhlídka vysoká 7 metrů. Postavena byla v roce 2001 jako součást naučné stezky „Velký lomnický“ s dvanácti zastaveními. Vyhlídkový prostor je ve výšce 4 metrů s dobrou viditelností na rybník Velký lomnický. Leží přibližně 1,2 km severním směrem od obce Lomnice nad Lužnicí, je celoročně přístupná. V roce 2016 město nechalo stezku uzavřít a v roce 2018 požádalo Ministerstvo pro místní rozvoj o grant na její rekonstrukci. Na podzim 2021 díky následné finanční podpoře z Evropského fondu pro regionální rozvoj (Operačního programu Životní prostředí) ve výši 1,2 mil. Kč došlo na naučné stezce k obnově pěšin, lávek a opravě ornitologické pozorovatelny. Realizace úprav se podle projektu ing. Michala Skalíka z Třeboně chopila firma Dvořák stavební s.r.o. z Českých Budějovic za částku 2,5 mil. Kč.

## Výhled
Z vyhlídkové věže lze přehlédnout Velký lomnický rybník a nejbližší okolí s důrazem na ornitologická pozorování.